# Jorge Araújo (cantor)
Jorge Araújo de Sousa (Teresina, 18 de janeiro de 1953), mais conhecido como Jorge Araújo, é um cantor, compositor, produtor musical, multi-instrumentista, arranjador e pastor assembleiano, brasileiro, de carreira na música cristã contemporânea há décadas. Também esteve a frente do conjunto Nova Geração e como produtor e arranjador da Turma do Barulho. Gravou discos ao lado da esposa, Eula Paula, e pai das cantoras Elen Diana e Daniela Araújo.
Iniciou sua carreira musical em 1973, gravando o compacto "Esperando por Cristo" lançando no ano seguinte. 
Seu primeiro álbum em LP, intitulado O mundo não tem paz saiu em 1975, pela gravadora Louvores do Coração. 
Em 1977 foi eleito temporariamente presidente da nova gravadora lançada no mercado, a Som Evangélico e por ela lançou dois discos: Modificação e Um jovem feliz (este o projetando nacionalmente no cenário evangélico alcançando grande êxito), além de um compacto junto de Mara Dalila. Após esse período, voltou pra Louvores do coração em 1979. 
Em 1980 se casa com Eula Paula, que a partir do quinto disco viria a desempenhar um grande destaque em todos os discos até os dias atuais, ao mesmo tempo em que era formado o Conjunto Nova Geração. 
Seu décimo álbum, Cicatrizes e testemunho, lançado em 1984 de forma independente pela distribuidora Nova geração o qual precocemente apostou em sonoridades mais próximas ao pop, em contraste ao forte tradicionalismo do meio protestante, na época, foi considerado, por vários historiadores, músicos e jornalistas, como o 73º maior álbum da música cristã brasileira, em uma publicação de 2015.
A partir de 1986, o período comercial de sua carreira se intensifica mais ainda com a abertura paralela de discos em dupla com sua esposa Eula Paula. Já no início da década seguinte migra pra independência reativando a Nova Geração não mais como distribuidora e sim como gravadora, simultaneamente fazendo muitas viagens internacionais percorrendo toda a América e o continente Europeu durante a primeira metade da década.
Em 1993 é lançado um de seus maiores clássicos Lázaro e na segunda tiragem do álbum já impresso sob o título Coração sangrando com novo encarte, teve ampla aceitação de publico e critica. 
Em 1998 deu uma breve pausa na carreira e se retirou do mercado gospel até meados de 2006 quando retornou em dupla com sua esposa para uma série de shows pelo Brasil com os clássicos da musica evangélica que fizeram história numa série de quatro volumes já lançados pelos dois, atualmente seguem em turnês pelo país.

## Discografia
Compactos
- 1974: Esperando por Cristo
- 1975: Jovens Cantais (com conjunto Vasos de bençãos e João Araújo)
- 1978: Um jovem feliz (com Mara Dalila)
- 1979: Um Novo Dia

Álbuns de estúdio
- 1975: O Mundo não Tem Paz
- 1976: A Cruz Está Vazia
- 1977: Modificação
- 1978: Um Jovem Feliz
- 1979: Um Novo Dia
- 1980: Fique Perto de Mim
- 1981: Sei que Jesus Gosta de Mim
- 1982: Muito Obrigado
- 1983: Volume 9
- 1984: Cicatrizes
- 1985: O mundo já não importa
- 1985: Realidade
- 1986: Ele Sabe o que Precisas
- 1986: Um Pouco de Paz
- 1986: Deus Está Aqui (com Eula Paula)
- 1987: Vida Eterna
- 1987: De qualquer jeito não (com Eula Paula)
- 1987: Eu Acredito
- 1988: Pedro e João (com Eula Paula)
- 1988: Viagem sem Conexão
- 1990: LP Internacional (com Eula Paula)
- 1990: Español
- 1991: 20 anos de louvor (com Eula Paula)
- 1992: Jorge Aráujo e Eula Paula (com Turma do Barulho)
- 1993: Dependência (com Eula Paula)
- 1993: Lázaro
- 1993: Muito além do sol (com Eula Paula)
- 1996: Volume 28
- 1997: Volume 29 (com Eula Paula)
- 1998: Volume 30 (com Eula Paula)
- 2000: Volume 31 (com Eula Paula)
- 2008: Clássicos anos 70/80 Volume 1 (com Eula Paula)
- 2009: Clássicos anos 70/80 Volume 2
- 2010: Clássicos anos 70/80 Volume 3 (com Eula Paula)
- 2011: Clássicos anos 70/80 Volume 4 (com Eula Paula)

Coletâneas
- 1979: Som dos evangélicos e seus sucessos de ouro (Luiz de Carvalho, Antonio Bicudo, Carlos Alberto, Conjunto Vasos de bençãos e Jorge Araújo)
- 1980: Seleção Som dos evangélicos volume II
- 1990: Seleção de Ouro
- 2012: Série especial vol.1 (com Eula Paula)
- 2012: Série especial vol.2 (com Eula Paula)'
- 2012: Série especial vol.3 (com Eula Paula)'

Participações
- 1975: Conjunto Vasos de bençãos - Angelical
- 1976: Conjunto Vasos de bençãos, Fernandinho e Jorge Araújo - Jó homem fiel

Como produtor ou músico convidado
- 2004: Eu Me Rendo - Chagas Sobrinho (produção, mixagem e masterização)